# Maj-Britt Inghe
Maj-Britt Inghe, född Senander den 30 april 1921 i Göteborg, död 13 december 2014 i Stockholm, var en socionom, forskare och pionjär inom socialmedicinen. Hon var medförfattare till den socialmedicinska klassikern Den ofärdiga välfärden.

## Biografi
Maj-Britt Inghe var äldsta dottern i en politiskt engagerad familj i Göteborg. Fadern Knut Senander var tulltjänsteman och fackföreningsaktiv och satt i riksdagens andra kammare för Sveriges kommunistiska parti (SKP) 1937–1962. Hennes mor Greta Andersson var hemmafru och politiskt aktiv inom vänsterrörelsen. Liksom föräldrarna engagerade sig Maj-Britt Inghe i politiken. Hon var med i den socialistiska gymnasistorganisationen Ung Front under 1930-talet och i Clarté under studietiden. År 1945 blev hon medlem i SKP.
År 1943 gifte sig Maj-Britt Inghe med Arne Hagström och 1944 fick de sonen Jan som sedermera kom att bli planarkitekten bakom Hammarby Sjöstad. Familjen flyttade till Stockholm, där Maj-Britt Inghe utbildade sig till socionom vid Socialinstitutet (nuvarande Socialhögskolan), 1946–1948. Parallellt med studierna arbetade hon, bland annat i socialläkaren Gunnar Inghes utredning om ”fattigvårds- och arbetshemsklientelen” 1946–1948. De två träffades genom den vänsterintellektuella organisationen Clarté, för vilken Gunnar Inghe var ordförande under en stor del av 1930-talet. År 1949 gifte de sig.
Efter examen arbetade Maj-Britt Inghe som socialläkarassistent, dock inte hos sin make eftersom gifta par inte fick arbeta på samma enhet. År 1950 föddes deras son Mats och 1955 sonen Ola. Maj-Britt Inghe blev tvungen att lämna sitt arbete som socialläkarassistent då utsikterna att få barnomsorg eller deltidsanställning var obefintliga. Från 1961 arbetade hon dock återigen och knöts då till den socialmedicinska verksamheten vid Karolinska Institutet (KI) i Stockholm. Där verkade hon fram till sin pensionering. Hon var också aktiv i Svenska Kvinnors Vänsterförbund och publicerade 1953 en uppmärksammad artikel om de italienska kvinnornas situation efter andra världskriget, ”Vad Italien behöver”, i förbundets tidskrift Vi kvinnor i demokratiskt världsförbund (sedermera Vi mänskor).
”Makarna Inghe” kom att bli ett begrepp i den svenska välfärdsdiskussionen, framför allt på grund av sin banbrytande bok Den ofärdiga välfärden, som de publicerade 1967. I boken, som byggde på en Folksam-finansierad studie kallad ”Den tysta nöden” från 1965, diskuterar de välfärdens allvarliga brister under en period då staten både hade medlen och ambitionerna att skapa en verkligt generell välfärd. Boken slog ner som en bomb i samhällsdebatten under de så kallade rekordåren, då välfärden ansågs stå på sin höjdpunkt. Många hade trott att fattigdom och utsatthet hade utrotats i takt med att de välfärdspolitiska programmen etablerades. Maj-Britt Inghe och Gunnar Inghe kunde, genom att lyfta fram olika gruppers situation och peka på välfärdens ”blinda fläckar”, visa att så inte var fallet. Boken fick stor uppmärksamhet, både i den allmänna debatten och inom sociala och socialmedicinska utbildningar. Den har getts ut i flera upplagor samt bildat underlag för studie- och forskningsmaterial.
Under 1970-talet bidrog Maj-Britt Inghe till att bredda det socialmedicinska arbets- och forskningsfältet. År 1970 publicerade hon tillsammans med läkaren Robert Olin boken Alkoholisthustrur, som behandlar ett ämne som inte var särskilt omdiskuterat i samtiden. Boken översattes till engelska 1972. Med Gunnar Inghe och P.C. Jersild publicerade hon också år 1970 en socialmedicinsk studie om återhämtning efter schizofreni, "Recovery in schizophrenia: a clinical and sociopsychiatric study". Under 1970-talet startade makarna Inghe Karolinska Institutets socialmedicinska fältstation i Luleå. Bakgrunden var regionens storartade industripolitiska planer som gick under namnet Stålverk 80, vilket skulle ge KI:s socialmedicinare tillgång till ett ”socialt laboratorium” i likhet med dem som de socialmedicinska institutionerna i Uppsala respektive Lund hade. När Gunnar Inghe hastigt gick bort 1977 avvecklade Maj-Britt Inghe emellertid verksamheten i Luleå och återvände till Karolinska Institutet i Stockholm.
Bland läkare beskrivs Maj-Britt Inghe ibland som den svenska socialmedicinens mor och Gunnar Inghe som dess far. Även bland socionomer lyfts hon fram som en pionjär. År 2007 var hon hedersgäst vid Socionomgalan som tidskriften Socionomen anordnade.
Maj-Britt Inghe dog i Stockholm 2014. Hon är begravd på Skogskyrkogården i Stockholm.